# Daoukro
Daoukro è una città, sottoprefettura e comune della Costa d'Avorio. È anche capoluogo della regione di Iffou e dell'omonimo dipartimento. Conta una popolazione di 73 134 abitanti (censimento 2014).